# Messier 12
Messier 12 oder M12 (auch als NGC 6218 bezeichnet) ist ein 6,1 mag heller Kugelsternhaufen mit einem scheinbaren Durchmesser von 16′ im Sternbild Schlangenträger (Ophiuchus). Von den 5 Kugelhaufen des Sternbilds (M9, 10, 12, 14 und 107) ist er damit der hellste.
Er wurde am 30. Mai 1764 vom französischen Astronomen Charles Messier entdeckt – einen Tag nach seinem „Zwilling“, dem 3° südöstlich liegenden M10. Doch erst 1783 konnte ihn Wilhelm Herschel in Einzelsterne auflösen. Sein Sohn John erkannte seine Reichhaltigkeit, A. Smyth einen hellen Sternenkranz ums Zentrum und Lord Rosse um 1850 eine angedeutete Spiralstruktur.
Mit etwa 110.000 Sonnenmassen gehört M12 zu den größeren Kugelhaufen und zum inneren galaktischen Halo, von dem er sich in 130 Mio. Jahren Umlaufzeit nie weiter als 20.000 Lichtjahre entfernt. 
In einem 10-x-50-Feldstecher erkennt man ein kleines, verschwommenes Scheibchen, ähnlich wie beim benachbarten und auch räumlich nahen Kugelhaufen Messier 10. Doch in einem Fernrohr mit 10–15 cm Öffnung wirkt sein Zentrum zerstreuter als beim etwa gleich alten M10, und die im Sechs- bis Achtzöller gut erkennbaren hellen Einzelsterne ab 12.-Größe sind lockerer strukturiert.
Das breite Zentrum misst 2½', einige Sternketten reichen bis auf 10' Durchmesser, der neuerdings bei Aufnahmen bis zur Grenzhelligkeit 20 mag sogar auf 30' taxiert wird. Unter den nur fünf Veränderlichen sind zwei RR-Lyrae-Zwerge und ein Cepheid.
Es wird angenommen, dass der Kugelsternhaufen bei einer oder mehreren Passagen durch die Milchstraße infolge von Gezeitenkräften etwa eine Million Sterne eingebüßt hat, was etwa vier Fünftel seiner ursprünglichen Masse entspricht.

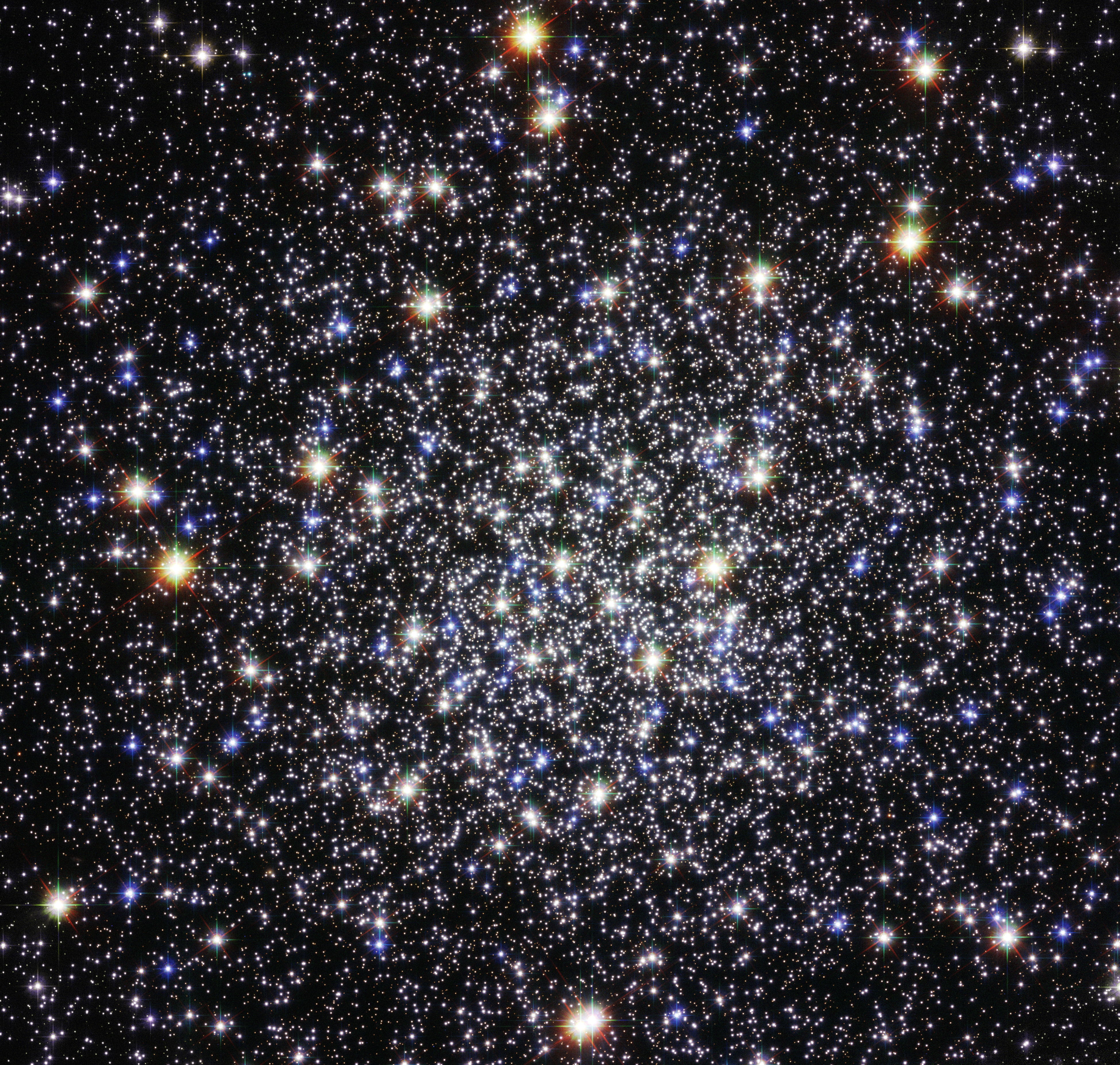
Hochaufgelöste Aufnahme des Zentrums. Hubble-Weltraumteleskop